# Marea verde (aborto)
|                                        | Permitido sin justificación, sin límite gestacional.                                                            |
|                                        | Permitido sin justificación, con un límite gestacional después de las primeras 17 semanas.                      |
|                                        | Permitido sin justificación, con límite gestacional en las primeras 17 semanas.                                 |
|                                        | Permitido sin justificación, con un límite gestacional poco claro.                                              |
|                                        | Despenalizado, límite gestacional y legalización depende de cada región.                                        |
| Legalmente restringido a los casos de: | |
|                                        | Riesgo para la vida de la o el gestante, para su salud, violación, defectos del feto o factores socioeconómicos |
|                                        | Riesgo para la vida de la o el gestante, para su salud, violación o defectos del feto                           |
|                                        | Riesgo para la vida de la o el gestante, para su salud o defectos del feto                                      |
|                                        | Riesgo para la vida de la o el gestante, para su salud o violación                                              |
|                                        | Riesgo para la vida de la o el gestante o para su salud                                                         |
|                                        | Riesgo para la vida de la o el gestante                                                                         |
|                                        | Ilegal sin excepciones                                                                                          |
|                                        | Sin información                                                                                                 |

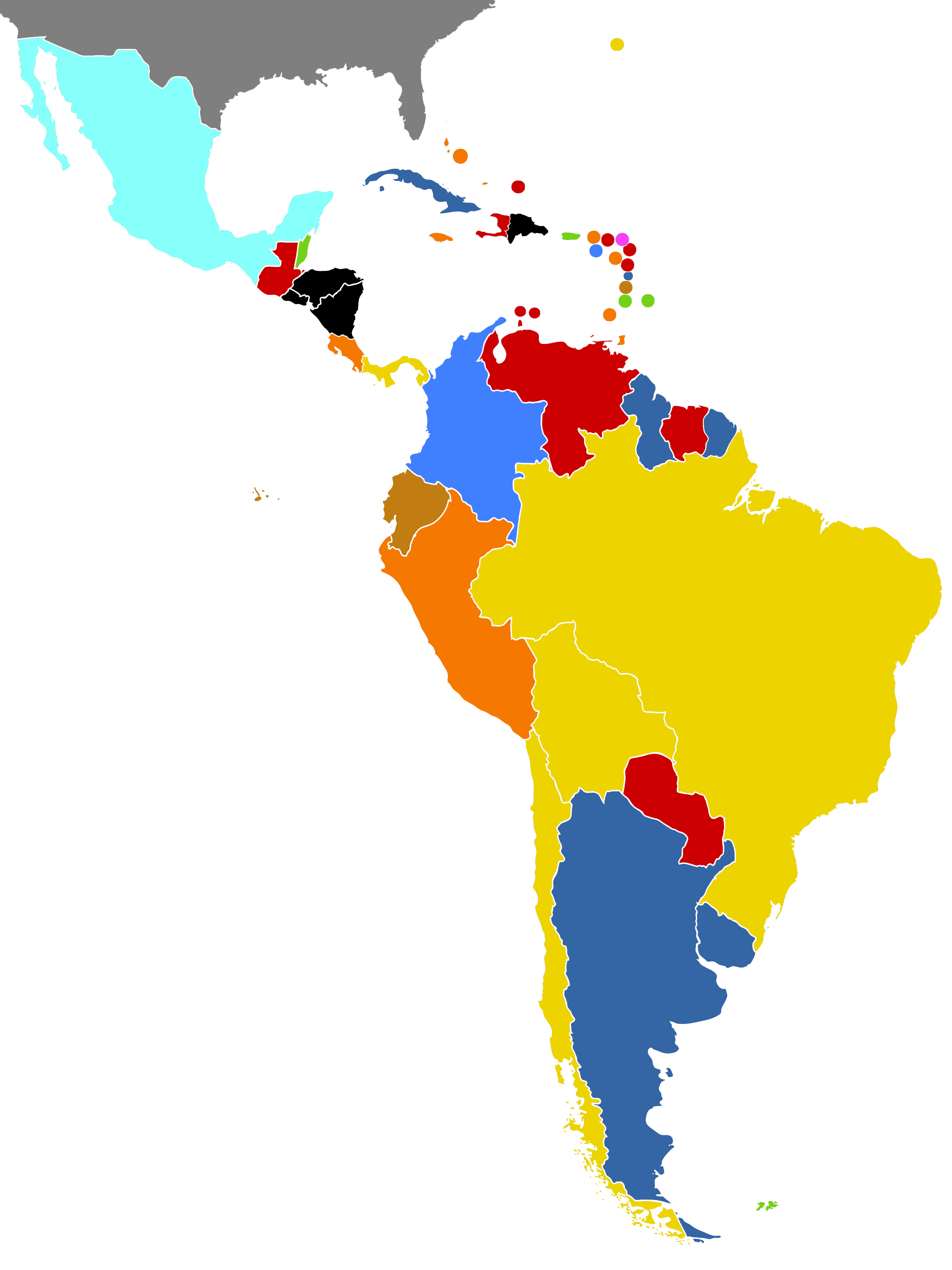
Situación jurídica del aborto en América Central, el Caribe y América del Sur

La marea verde u ola verde es el nombre que recibe el fenómeno cultural en la concurrencia de los movimientos feministas de los diferentes países de América Latina para liberalizar el aborto consentido.
Surge a inicios de la década de 2000 y se populariza a finales de la década de 2010 e inicios de la década de 2020. Su protagonista es la sociedad civil y toma como símbolo principal al pañuelo verde. Es heredera de las demandas no conseguidas de la Segunda ola del feminismo, como la ampliación de derechos sexuales y reproductivos, pues a diferencia de Europa y de los países centrales de la angloesfera, en la región latinoamericana los avances en este tema fueron mínimos. Se nutre de las reivindicaciones de la difusa tercera ola sobre la interseccionalidad, que en el caso particular de la región, también coincide con las distintas transiciones a la democracia. Se considera coincidente con la incipiente cuarta ola que además va acompañada de una nueva tendencia progresista en la moral pública de las sociedades latinoamericanas.
No solo pretende que las legislaciones, históricamente estrictas e injustas de la región por influencia de la religión cristiana y el arraigo conservador de las élites, transiten hacia otros modelos flexibles basados en los derechos humanos y la perspectiva de género. También es proactiva y autogestiva pues aboga por la concientización, promoción y desestigmatización de la práctica al hacer hincapié en las redes de apoyo y acompañamiento. Ha vuelto a poner en el reflector al aborto legal como una lucha del siglo XXI en todo el mundo, pues fuera de las fronteras latinoamericanas se percibe como una brújula (del periférico Sur Global) que le marca el ejemplo (sobre todo al céntrico Norte Global) la manera de combatir y perseverar aún en contextos más adversos, represivos y empobrecidos.

## Argentina

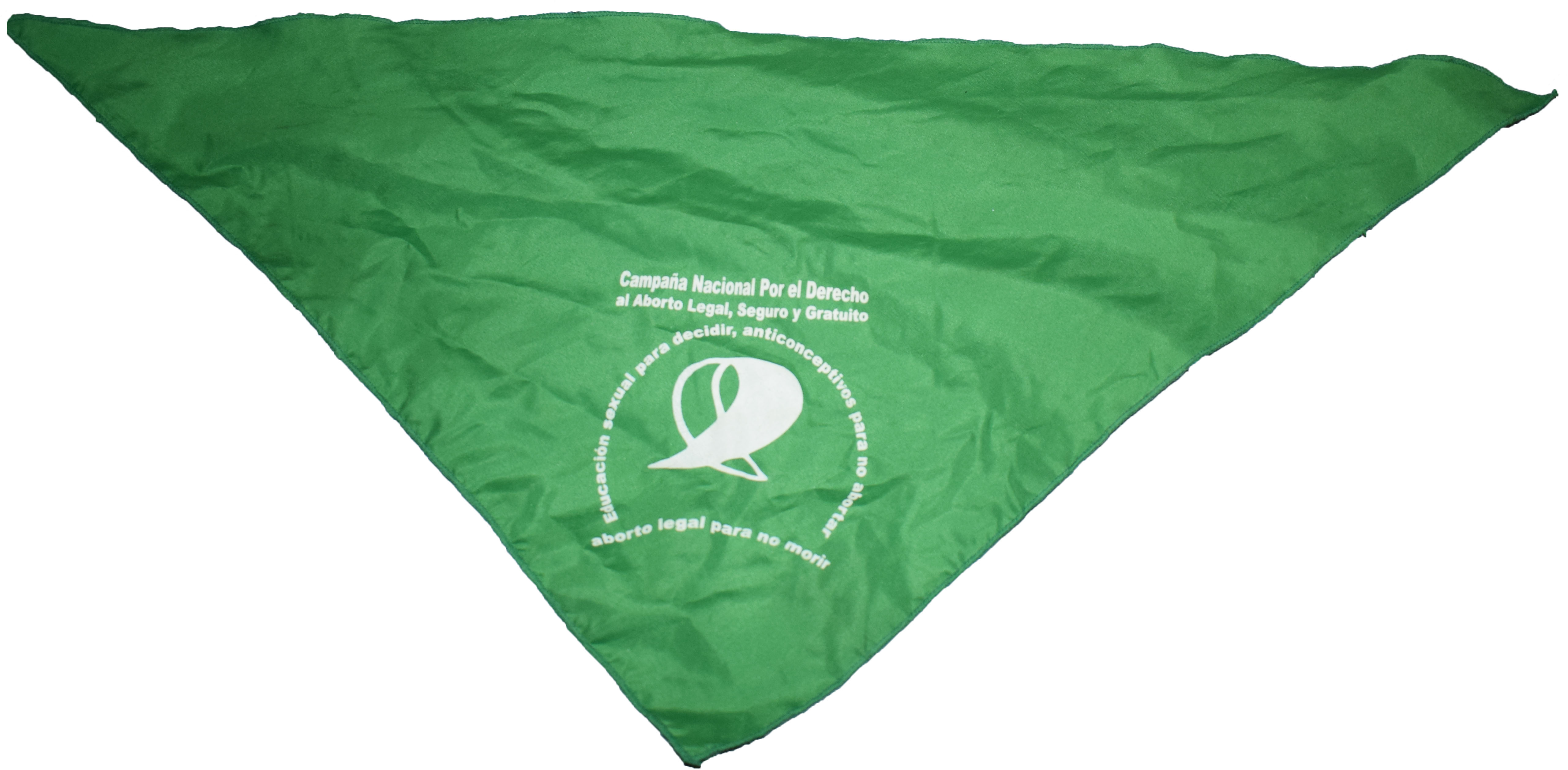
El Pañuelo verde, símbolo latinoamericano (de origen argentino) de la lucha por el aborto legal.

Este país se considera el origen tanto del movimiento como de sus símbolos. En Argentina, la lucha por la despenalización y legalización al aborto ha sido una lucha activa y constante sobre todo desde la década de 1970. Se ha enfrentado a la represión de la dictadura militar, por lo que la apertura del régimen en la década de 1980 impulso el movimiento. La discusión se volvió mucho más intensa con la crisis económica de finales de la década de 1990 e inicios de la década de 2000. Finalmente, se vio realizada con el regreso de la izquierda en las elecciones presidenciales de 2019. El cambio fue legislativo con la modificación del Código Penal de la Nación Argentina para permitir en todo el país, hasta la semana 14 de gestación, la interrupción del embarazo de manera electiva y sin justificación. Anterior a esto y desde 1921, ya existían las causales de violación y amenaza de muerte / riesgo a la salud, las cuales no tienen límite temporal alguno. Así mismo, se promulgó la Ley 27.610 para unificar todos los protocolos, lineamientos y requisitos que cada jurisdicción territorial establecía para acceder al servicio.
Los esfuerzos principales provendrán de la Campaña Nacional por el Derecho al Aborto Legal, Seguro y Gratuito, la cual integra en la actualidad a más de 300 organizaciones y personalidades vinculadas a la defensa de los derechos humanos y la dignidad de las mujeres (ya sea en el ámbito universitario, académico, científico, estudiantil, de la salud, de la educación, campesino, sindical o de trabajadores desocupados). Para lograr el cometido, entre 2005 y 2020, la Campaña presentó hasta 8 proyectos parlamentarios acompañados del respaldo de firmas ciudadanas, reuniones con los legisladores y concentraciones en el espacio público.

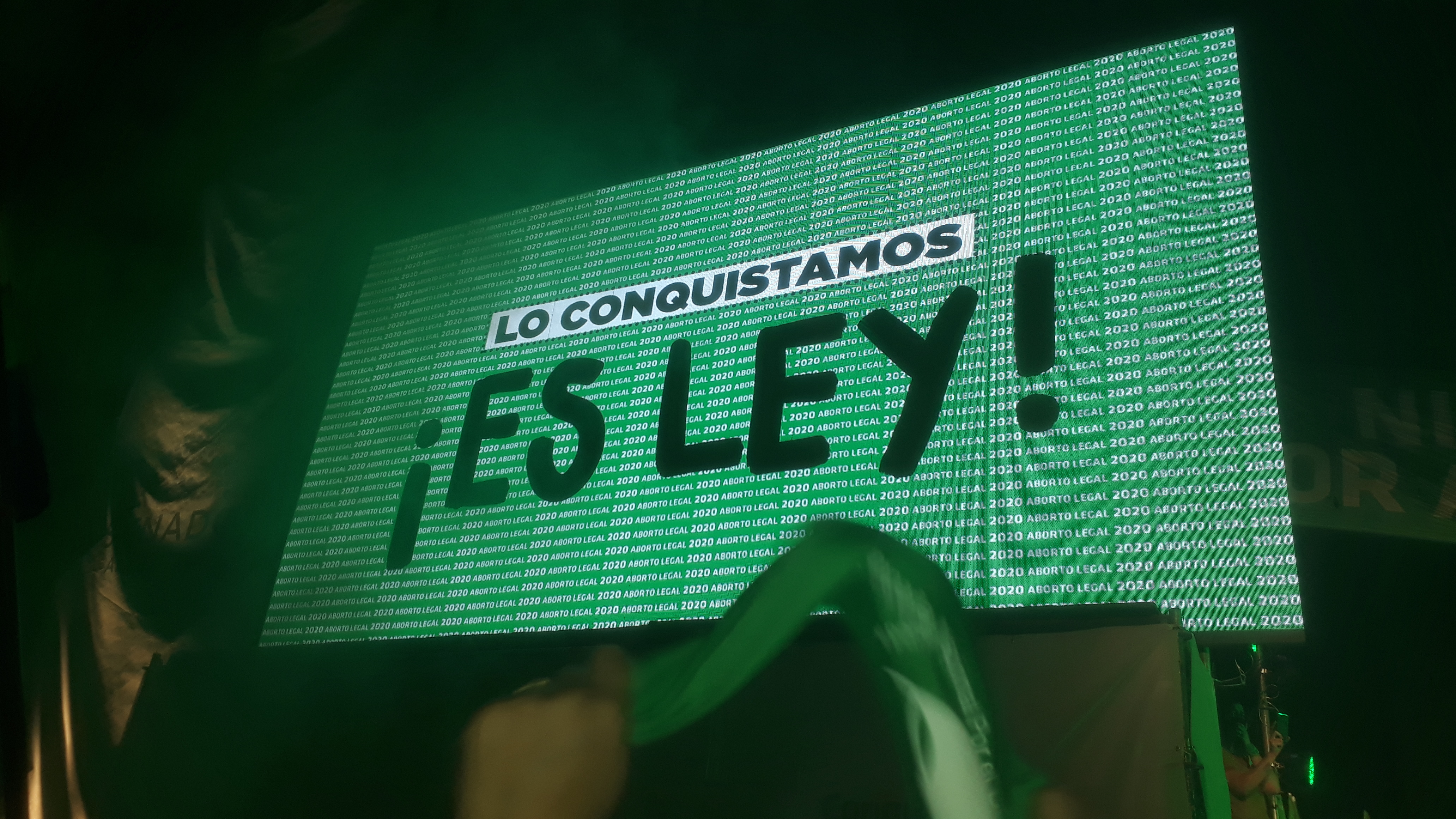
Vigilia pública en Buenos Aires durante el día de la despenalización y legalización de la IVE en Argentina.

La razón de la adopción del color verde fue pragmática y simbólica. Según una de las participantes del XVIII Encuentro Nacional de Mujeres (de la ciudad de Rosario en 2003), se quisieron distribuir pañuelos (como los que usaban las sufragistas argentinas en la década de 1940, así como en las protestas de las Madres de Plaza de Mayo), pero en color morado (que suele asociarse con el feminismo) en lugar de blancos. Como no se encontró suficiente friselina morada, optaron por el verde Benetton, como se le conocía en las tiendas textiles. En aquel entonces, el verde no se identificaba con ningún otro movimiento social o político en Argentina, por lo que su adopción fue natural. Además, paradójicamente, el verde es el color litúrgico que se vincula a la virtud de la esperanza. Y, como también se le asocia al renacer de la primavera, las feministas lo encontraron ideal para sintetizar los ideales de la lucha por el aborto legal: evitar poner en riesgo la vida y la salud de las mujeres por recurrir a la clandestinidad. De hecho, el eslogan de la Campaña siempre se ha resumido como Educación sexual para decidir, anticonceptivos para no abortar, aborto legal para no morir, misma que suele muchas veces verse impresa en los pañuelos verdes de las protestas a lo largo del mundo. Y sobre esto último, la popularización de los pañuelos se dio a partir de las protestas Ni una menos (contra el feminicidio en 2015, 2016 y 2017) y Un grito global para el aborto legal (en el marco del Día de Acción Global por un aborto legal y seguro de 2017). Fue entonces cuando los medios de comunicación argentinos empezaron a hablar de "una marea verde". La internacionalización vino con las manifestaciones de 2018 mientras se discutía el Proyecto de Ley de Interrupción Voluntaria del Embarazo en el Congreso de la Nación Argentina (el cual fue aprobado por la Cámara de Diputados pero rechazado en el Senado), como las del Paro Internacional de Mujeres (en el Día Internacional de la Mujer) y el Pañuelazo Mundial (en diferentes ciudades americanas y europeas entre junio y agosto).

## México

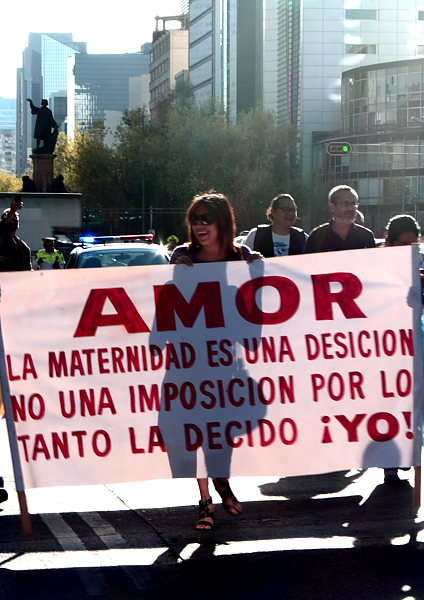
Marcha del 28 de septiembre (Día de Acción Global por el acceso al aborto legal y seguro) de 2011 en la Ciudad de México.

Este país se considera la segunda gran victoria del movimiento. En México, la lucha por la despenalización y legalización al aborto también ha sido una lucha activa y constante sobre todo desde la década de 1970. Se enfrentó a la represión autoritaria de la Guerra Sucia, aunque se institucionalizó con el triunfo de la alternancia partidista en las décadas de 1990 y 2000. Regresó con fuerza a mediados de la década de 2010 de la mano de las protestas y manifestaciones contra la violencia de género en el marco de la fallida Guerra contra el narcotráfico. Ha tomado impulso desde finales de la década de 2010 e inicios de la década de 2020 debido a la victoria de la izquierda en las elecciones federales de 2018, la cual se ha mostrado muchas veces contradictoria, conservadora y hasta omisa. El cambio ha sido más bien judicial pues en 2021 la Suprema Corte de Justicia de la Nación eliminó totalmente el delito de aborto consentido sin importar el momento del embarazo en que se proceda. Así mismo, son inválidos cualquier blindaje constitucional local que reconozca personalidad jurídica o derechos absolutos a productos de la concepción. Exhorta a todos los poderes legislativos (federales y locales) a establecer límites claros a la objeción de consciencia del personal de los servicios de salud para evitar perjudicar a las personas usuarias. Y, abre la puerta a los amparos individuales y colectivos para acceder al aborto legal en los lugares que aún no han modificado sus marcos normativos. No obstante, no fue la primera vez que la máxima autoridad jurisdiccional y constitucional de este país se pronuncia a favor de este tema, pues su tendencia progresista viene desde inicios de la década de 2000. El origen de las sentencias de 2021 vienen por las demandas de dos instituciones del Estado mexicano: la Fiscalía General de la República (en 2017, que no suele pronunciarse a favor del tema) y la Comisión Nacional de los Derechos Humanos (en 2018, que se ha pronunciado a favor de este tema durante muchos años).
En este país, a diferencia de otros, la lucha se articula principalmente a través de los múltiples esfuerzos de las distintas organizaciones, asociaciones y colectivas; tanto mexicanas como internacionales. A nivel federal destacan, entre muchas otras, el Grupo de Información en Reproducción Elegida (GIRE), Ipas, Católicas por el Derecho a Decidir, Red por los Derechos Sexuales y Reproductivos en México (Ddser) o Morras Help Morras. A nivel local sobresalen, entre muchas otras, Fondo MARIA (en la Ciudad de México), Las Libres (en Guanajuato), Red Necesito Abortar (en Nuevo León), DECIDE (en Colima) y Las Borders, Las Centinelas o Bloodys y Projects (en Baja California). Desde antes de la despenalización, algunas investigan datos y publican sus investigaciones en diferentes medio mientras que otras desarrollan estrategias y campañas contra la desinformación y a favor de la sensibilización, ofrecen asesoría y ayuda legal en el tema de los amparos, toman las calles y organizan plantones o realizan acompañamiento y asesoramiento para que las personas (inclusive en Estados Unidos) puedan acceder a los medicamentos y puedan autogestionar sus abortos.

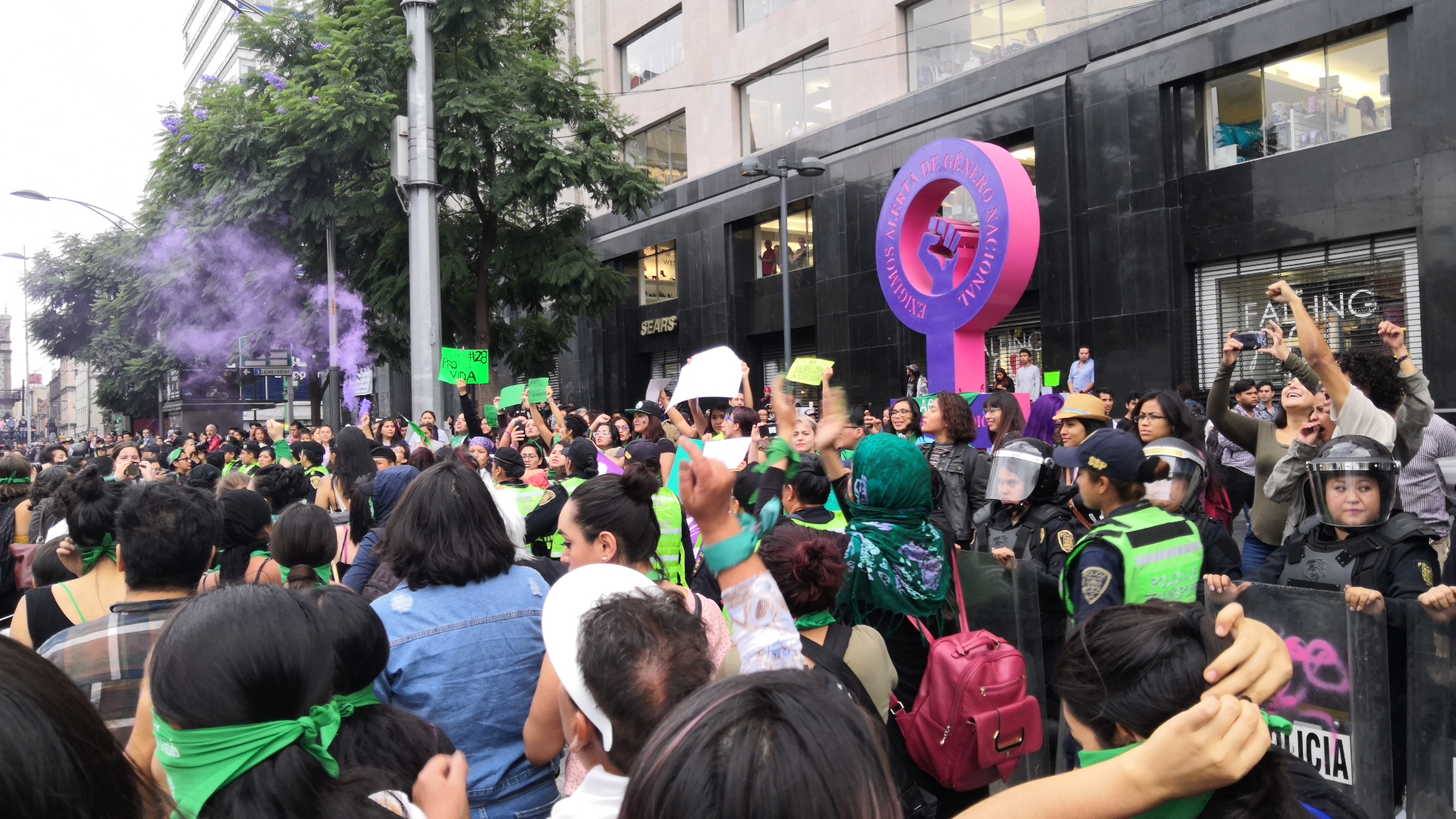
Marcha del 28 de septiembre (Día de Acción Global por el acceso al aborto legal y seguro) de 2019 en Ciudad de México.

Como el federalismo mexicano (similar al de las otros 2 países de América del Norte) permite que las 32 entidades federativas tengan plena autonomía para modificar sus ordenamientos jurídicos (siempre y cuando no contravengan la Constitución Política de los Estados Unidos Mexicanos) la batalla se está dando principalmente a nivel local para que todas las entidades armonicen su legislación a lo establecido por la SCJN. Hasta la fecha, solo 11 entidades han despenalizado y/o legalizado la práctica de manera parcial (con plazos que van de las 12 a las 13 semanas de gestación). Y, únicamente 3 entidades han formalmente derogado sus candados a la vida en gestación de sus constituciones locales.
Previo a 2021 ya existían las causales de violación, imprudencial, amenaza de muerte, riesgo a la salud, malformaciones del feto, trastornos ginecológicos, inseminación artificial forzada, causas económicas, sin justificación o negación / omisión del servicio. Sin embargo, a excepción de la de violación, cada entidad escoge que supuesto aplica en su territorio y si estos tienen un límite temporal. Además, en la gran mayoría de las entidades, se daba la presencia de actores institucionales que obstaculizaban, negaban o demoraban el procedimiento. Peor aún, se buscaba revictimizar y criminalizar, a como diera lugar, a mujeres indígenas y de escasos recursos económicos por sufrir abortos espontáneos (despenalizado en la gran mayoría del país) con penas muy severas (que podían purgar inclusive en varias décadas) por delitos que no cometieron como infanticidio, el filicidio, el homicidio en razón de parentesco o la omisión de cuidados. Debido a esto, en México se sigue buscando que el delito de aborto consentido desaparezca formalmente de todos los códigos penales y sea regulado únicamente por la normatividad de salud.

## Colombia

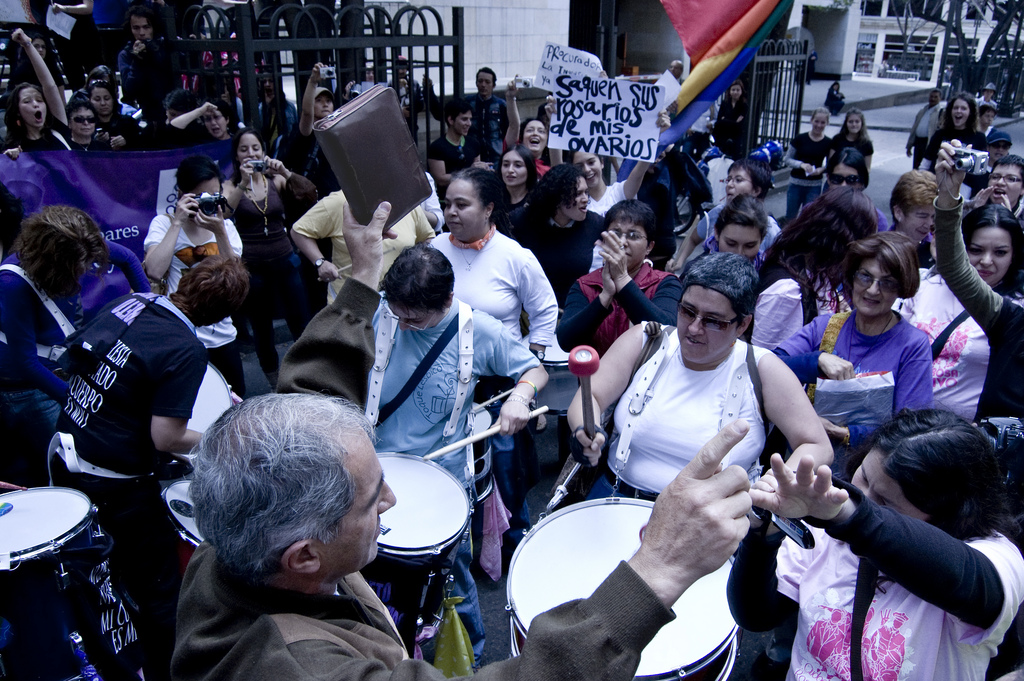
Un hombre predicando contra el aborto en medio de una marcha a favor del aborto de octubre de 2009.

Este país se considera la tercera gran victoria del movimiento. En Colombia, la lucha por la despenalización y legalización al aborto ha sido una lucha activa y constante sobre todo desde la década de 1990 durante el proceso constituyente aunque se ha enfrentado a la represión del conservadurismo de la derecha que ha gobernado el país desde el siglo XIX. El impulso vino a finales de la década de 2010 con el estallido social y la victoria de la izquierda en las elecciones presidenciales de 2022. El cambio ha sido tanto judicial como administrativo pues en 2022 la Corte Constitucional de Colombia eliminó el delito de aborto consentido hasta la semana 24 de gestación (ubicándose así a la vanguardia de toda América Latina) y exhortó a los poderes legislativos y ejecutivo a diseñen e implementar una política pública integral al respecto en el menor tiempo posible. Para atender esta sentencia, y a falta de legislación aprobada por el Congreso de la República de Colombia, el Ministerio de Salud y Protección Social emitió en 2023 los lineamientos, criterios, procedimientos y protocolos para acceder al servicio en hospitales y clínicas públicas, así como para limitar la objeción de consciencia (como sucede en Cuba).
Los esfuerzos principales provendrán del movimiento Causa Justa, la cual integra a activistas, asociaciones, personas expertas y organizaciones; tanto colombianas como internacionales como son La Mesa por la Vida y la Salud de las Mujeres, Católicas por el Derecho a Decidir, Centro de Derechos Reproductivos, Women's Link Worldwide o Grupo Médico por el Derecho a Decidir. Para lograr el cometido, en 2021, el movimiento presentó una de las dos demandas ante la Corte para despenalizar totalmente el procedimiento (sin importar el supuesto o el límite temporal). Sin embargo, no es la única pues también se tiene presencia de otras colectivas independientes como las Viejas Verdes (cuyo nombre proviene de la expresión popular de los "viejos verdes" que son hombres mayores que acosan mujeres jóvenes), las Parceras, las Jacarandas o Profamilia. Desde antes de la despenalización, algunas desarrollan estrategias y campañas contra la desinformación y a favor de la sensibilización mientras que otras toman las calles y organizan plantones o realizan acompañamiento y asesoramiento para que las personas puedan acceder a los medicamentos y puedan autogestionar sus abortos.
Si bien previo a 2022 y desde 2006, ya existían las causales de violación, riesgo a la salud y malformaciones del feto (las cuales no tienen límite temporal alguno), en muchas ocasiones se daba la presencia de actores institucionales que obstaculizaban, negaban o demoraban el procedimiento. Como en otros países de la región, lo anterior afectaba de manera desproporcionada a mujeres jóvenes, de escasos recursos económicos, de zonas rurales y remotas o que viven en situaciones de conflicto armado. Debido a esto, en Colombia el plazo es tan amplio. Y, además, se sigue buscando que el delito de aborto consentido desaparezca totalmente del Código Penal Colombiano.

## Ecuador

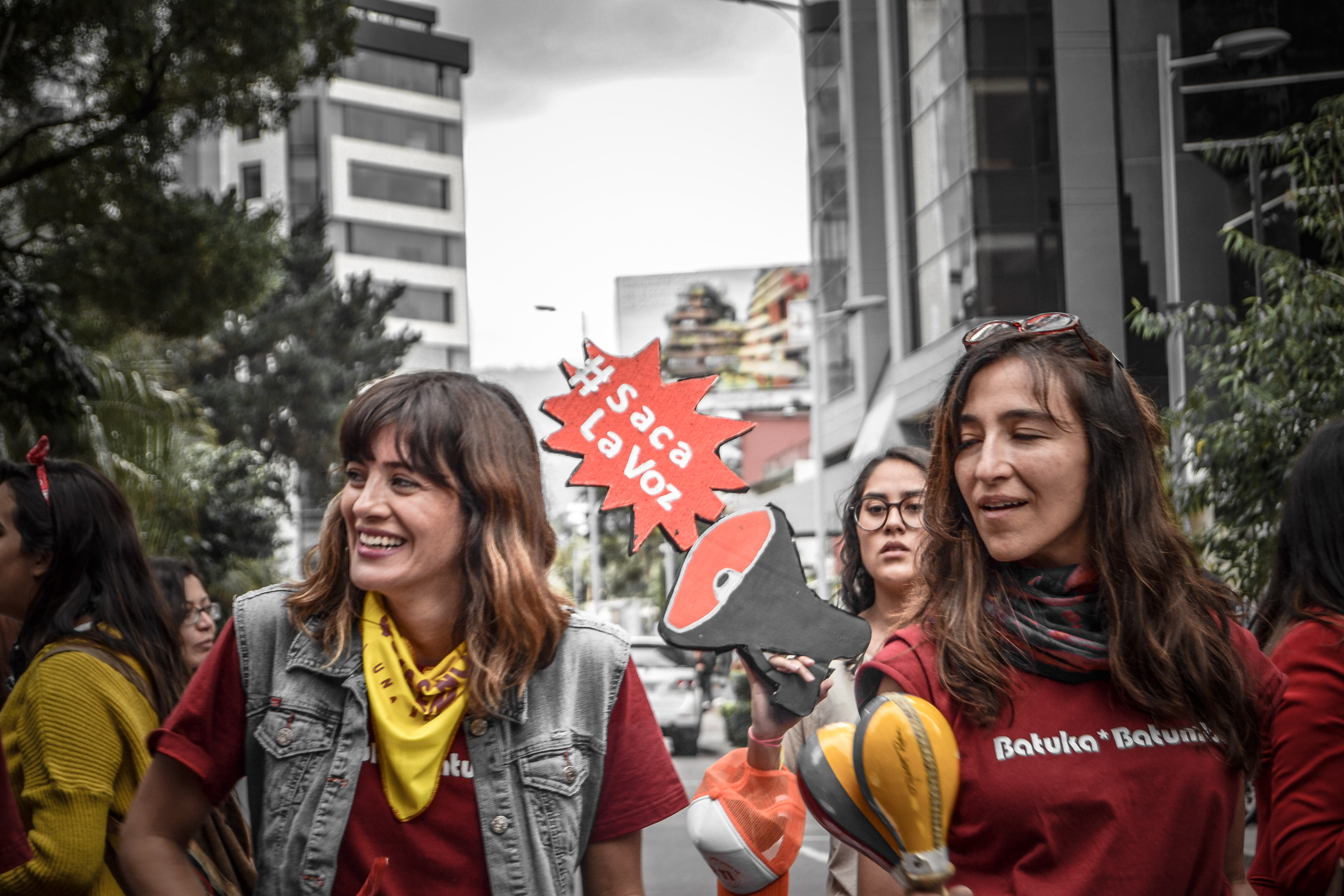
Protesta del 8 de marzo (Paro de mujeres) de 2018 en Quito.

Se considera una victoria parcial aunque muy importante. En Ecuador, la lucha por la despenalización y legalización al aborto ha sido una lucha activa y constante sobre todo desde la década de 2000 con la victoria de la izquierda en las elecciones presidenciales de 2006, la cual se mostraba muchas veces contradictoria, conservadora y hasta omisa. El impulso vino a finales de la década de 2010 con el regreso de la derecha en las elecciones presidenciales de 2021, la cual ha asumido una agenda abiertamente conservadora. El cambio ha sido tanto judicial como legislativo pues en 2021 la Corte Constitucional de Ecuador eliminó el delito de aborto consentido en caso de violación y exhortó al poder legislativo a regular el tema. Para atender esta sentencia, el Congreso Nacional de Ecuador, reformó en 2021 el Código Orgánico Integral Penal para permitir, hasta la semana 12 (o 18 para menores de edad, adolescentes o personas indígenas y de zonas rurales) de gestación, la interrupción de embarazos producto de agresiones sexuales. Así mismo, como en otros países, se eliminaron los requisitos previos para acceder a este supuesto (como la denuncia o la autorización previa por parte de fiscalías y ministerior públicos).